# Kaffebackens gravfält

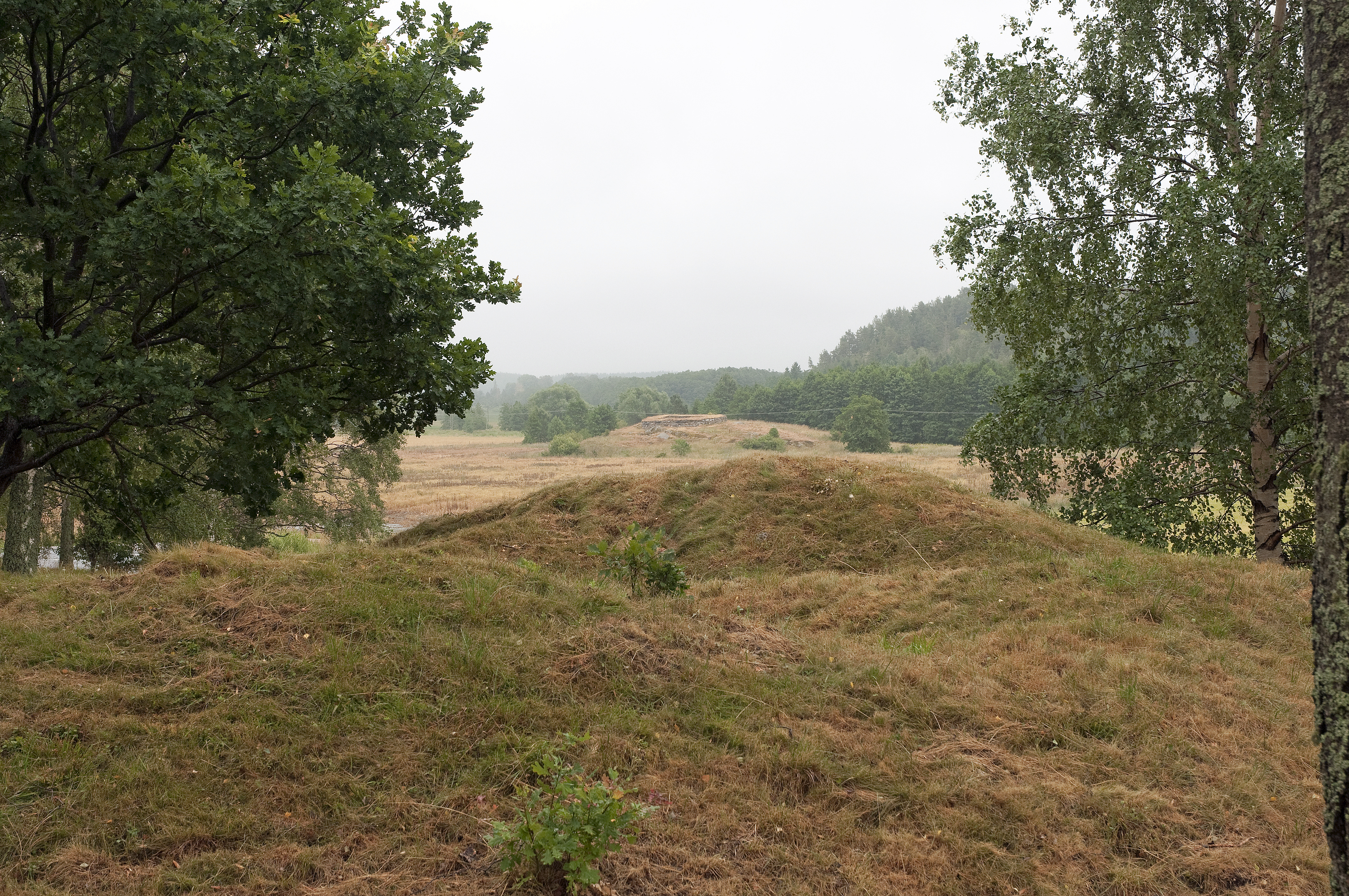
Gravhögarna vid Stora Kungsladugården med Kilakastalen i bakgrunden

Kaffebackens gravfält i Nyköpings kommun i Södermanland är ett gravfält från järnåldern.
Gravfältet Kaffebacken ligger på en flack moränhöjd på lerslätten. Moränhöjden ligger på nivån 13 m över havet. Höjdskillnaden till lerslätten är bara 3–5 m. Gravfältet ger ett större intryck, för att det har höga  lövträd  i  fonden i ett skoglöst landskap. 

## Beskrivning
Gravfältet består av 85 fornlämningar som utgöres av 38 gravhögar och 47 runda stensättningar. De största högarna är 16 meter i diameter och 1,8 meter höga. Gravfältet är beläget i närheten av Stora Kungsladugården, 300 meter sydöst finns Kilakastalen vid Kilaån. Ett flertal fornlämningar är yt- och kantskadade genom rovgrävning, grustäkt och odling. 2 av de största högarna (i SV och NÖ) är till stor del söndergrävda och avplanade.

## Omgivningen
Trakten har ett flertal fornlämningar. Närmast finns lämningar historisk tid och från medeltid. Från gravfältet kan man se borgruinen, Kilakastalen med oklar byggnadstid i tidig medeltid men som övergavs under sen medeltid. 
Öster om ligger gravfältet Nyköping 27:1, bestående av elva gravar, en blandning av högar och runda stensättningar. Båda gravfälten betecknas i fornminnesinventeringen som anlagda i yngre järnålder.

## Arkeologisk förundersökning
Societas Archaeologica Upsaliensis utförde 2012 en arkeologisk förundersökning av mark i anslutning till gravfältet Kaffebacken (Nyköping 44:1). Undersökningen företogs med anledning av en  cykelväg nära gravfältet. Vid underökningen hittades inga förhistoriska fynd eller anläggningar. 
Före undersökningen karterades gravfältsimpedimentet. Nivåkartan blev detaljerad över höjdmässiga variationerna inom gravfältet Kaffebacken. Schakt togs upp i åkermarken väster om gravfältet. 
Området genomsöktes med metalldetektor före schaktning och även avfallshögarna från grävningarna detekterades. Inga fynd framkom. Maximalt 40 cm tjocka fyllnadsmassor troligen uppkastade vid vägarbeten i modern tid påträffades. Kaffebackens som utflyktsmål under senare tid visades av fynd av  flaskor och skärvor av olika slag från 1930-tal och senare.. 
Sannolikt är begränsningen av gravfältet Nyköping 44:1  norr om undersökningsområdet. Boplats som hör samman med gravfältet finns inte inom undersökningsområdet. Topografin talar för att åkermarken norr om undersökningsområdets västra del kan vara troligt boplatsläge.